# Euplexia azyga
Euplexia azyga là một loài bướm đêm trong họ Noctuidae.